# Vliegveld Grimbergen

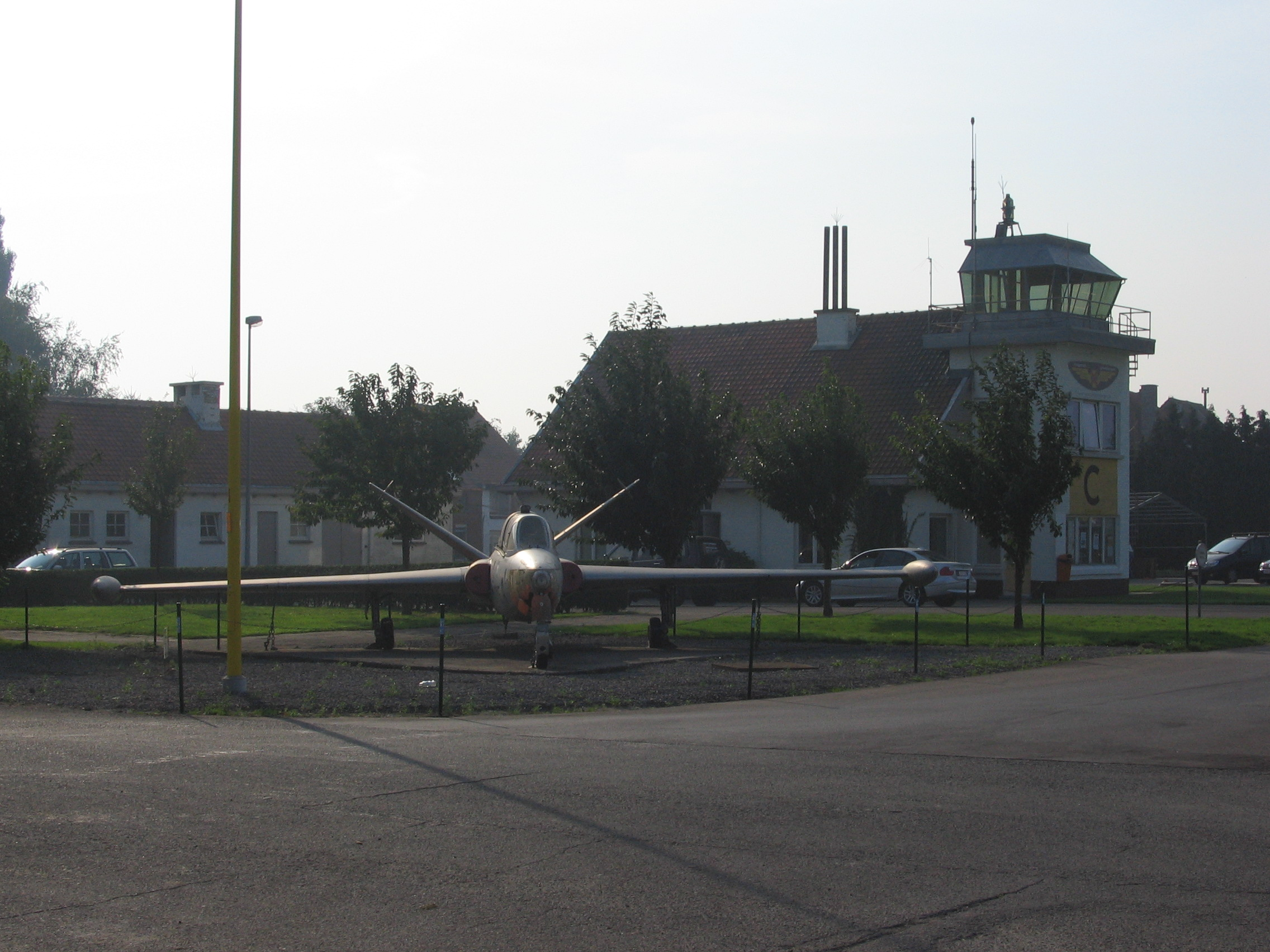
Controletoren en administratieve gebouwen van het vliegveld in Grimbergen

Vliegveld Grimbergen werd gebouwd en in gebruik genomen in 1939 als militair hulpvliegveld. Bij de invasie van België door de Duitse troepen viel het al op 18 mei 1940 in vijandige handen. In opdracht van de Luftwaffe werd het verder uitgebouwd. Na de bevrijding in september 1944 kwam het vliegveld in handen van de geallieerden die het verder gebruikten tot het vanaf 1946 overgedragen werd aan de burgerlijke autoriteiten. Vanaf dan zou het nog haast enkel voor sportvliegtuigen gebruikt worden. Ook Sabena maakte gebruik van het vliegveld voor de opleiding van zijn piloten. De exploitatie van de vliegactiviteiten is momenteel in handen van de vzw Recreatief Vliegveld Grimbergen.

## Geschiedenis
De bouw begon op 4 september 1939, meteen na de algemene mobilisatie die het gevolg was van het uitbreken van de Tweede Wereldoorlog. Een terrein van 58 hectare landbouwgrond werd door Belgische militairen klaargestoomd als reservevliegveld. Bij de invasie van België, door de Duitse troepen in mei 1940, werd het vliegveld ook effectief gebruikt door het Belgisch Leger, doch het viel al op 18 mei 1940 in vijandige handen.
Twee maanden later begon het Duits bewind aan de uitbreiding van het vliegveld ten behoeve van de Luftwaffe. Zo werd er luchtafweergeschut geplaatst en kwamen er barakken voor de soldaten die het bedienden. Gedurende de bezetting zou het vliegveld de thuisbasis worden van het jachteskadron 26 en een waarnemingseenheid, die boven Groot-Brittannië weerverkenningsvluchten uitvoerde.
Direct na de bevrijding van Grimbergen op 3 september 1944 kwam het vliegveld in handen van de Royal Air Force, en tot het einde van de oorlog zouden er Britse, Nieuw-Zeelandse, Noorse, en Poolse eenheden gestationeerd worden, en zou het vliegveld een rol spelen bij verschillende militaire operaties. Vanaf mei 1945 werd het vliegveld door het Amerikaans leger gebruikt als opslagplaats voor legermateriaal.
Vanaf 1946 kwam het vliegveld in handen van de burgerlijke overheid, die besloot het vooral een recreatieve functie te geven, hierdoor kon de dichtbijgelegen nieuwe luchthaven van Melsbroek voorbehouden worden voor de toenemende commerciële burgerluchtvaart. In november 1947 werden de twee nieuwe ronde vliegtuigloodsen gebouwd die ook nu nog steeds in gebruik zijn. Ze werden ontworpen door Alfred Hardy (1900-1965) en zijn omwille van hun in België unieke architectuur als monument beschermd. De voormalige nationale luchtvaartmaatschappij Sabena, heeft het vliegveld een aantal jaren gebruikt voor de praktijkopleiding van zijn piloten.
Als gevolg van de staatshervorming valt het vliegveld sinds 1989 onder de bevoegdheid van het Vlaams Gewest. Omwille van het aanzienlijke exploitatieverlies dat jaar na jaar geboekt werd overwoog de bevoegde minister de volledige sluiting van het vliegveld. Dit voornemen gaf aanleiding tot heel wat protest, niet enkel van de gebruikers maar onder andere ook van buurtbewoners. Een en ander zou ervoor zorgen dat de toekomst van het vliegveld erg lang onzeker bleef. Uiteindelijk kwam er een compromis uit de bus waarbij ongeveer een derde van het terrein behouden bleef als vliegveld, een beperkt stuk door de gemeentediensten benut zou worden (o.a. afvalrecyclage) en het overgrote deel tot bos (Lintbos) omgevormd. De exploitatie van de vliegactiviteiten, die mede door het vele vrijwilligerswerk weer rendabel is, is nu in handen van de vzw Recreatief Vliegveld Grimbergen.